# Adozione semplice
L'adozione semplice è un istituto giuridico del diritto francese che prevede il mantenimento di certi legami giuridici fra l'adottato e la sua famiglia naturale di origine. Esso è disciplinato dagli articoli 360 e seguenti del Codice civile francese.
La legge prevede il trasferimento della piena potestà genitoriale alla famiglia adottante, ma l'adottato continua a poter ereditare da entrambe le famiglie (naturale e adottante). L'adottato può aggiungere il cognome della famiglia adottiva a quello proprio della famiglia naturale.
In caso di morte dell'adottato, la sua successione è regolata secondo il diritto comune; altrimenti, è divisa equamente tra la famiglia d'origine e la quella adottiva.
Non sono necessari né l'accoglienza dell'adottato presso il domicilio dell'adottante né l'affidamento in vista dell'adozione.

## Requisiti
Una persona può essere adottata da una sola altra persona di età superiore ai 28 anni. Se è coniugata, il consenso del coniuge è richiesto dagli articoli 361 e seguenti del codice civile.
Tra l'adottato e l'adottante è necessaria una differenza di età di quindici anni, salvo che si tratti del figlio del coniuge. In tal caso, la differenza di età richiesta è di dieci anni anziché di quindici anni (c.c., art. 344 co.1).
Dal 23 aprile 2013 l'adozione è consentita alle coppie omoparentali qualora l'adottato sia uno dei figli della coppia omoparentale.

## Adottato minorenne o maggiorenne
Non vi è alcun requisito di età per l'adottato. Se egli ha più di tredici anni, è richiesto il suo consenso. Dopo aver prestato il consenso, non è previsto il diritto di recesso.
Se l'adottato è minorenne (anche emancipato), è necessario il consenso dei genitori naturali.
Non sono previste restrizioni in caso di adozione adulta.

## Procedura
L'adozione semplice si effettua inviando una richiesta al tribunale giudiziario del luogo di residenza. La presenza di un avvocato, o in taluni casi di un notaio o di altro pubblico ufficiale o ministeriale, è obbligatoria (codice di procedura civile, art. 813), salvo che il minore sia stato accolto dall'adottante prima dei 15 anni (c.p.c, articolo 1168, comma 2).
Nel caso in cui sia richiesto il consenso dell'adottato o dell'adottante, questo è prestato davanti a un notaio francese o straniero o davanti ad agenti diplomatici o consolari francesi (articolo 348-3 del codice civile, articolo 361 del codice civile per l'adozione semplice). Se l'adottante è sposato, è necessario anche il consenso del coniuge per l'aggiunta di un erede legittimo.
Il consenso è registrato nell'ato notarile e può essere revocato entro due mesi. Trascorso questo periodo di due mesi, il notaio redige un certificato che è adottato su richiesta indirizzata al tribunale competente il quale dispone quindi di un termine di 6 mesi per verificare se tutte le condizioni richieste per l'adozione sono state soddisfatte (articolo 1171 del codice di procedura civile).

## Annullamento o conversione della domanda
L'adozione semplice può essere annullata solo in casi molto gravi (ad esempio alcolismo grave, estorsione di denaro, ingratitudine...). Tale richiesta può provenire dal pubblico ministero se l'adottato è minorenne. Se è maggiorenne, l'adottato o l'adottante può chiedere la revoca dell'adozione semplice.
Anche l'adozione semplice può essere trasformata in adozione piena fino al compimento del 20º anno di età del bambino.

## Casi particolari
Quando la persona da adottare non è di nazionalità francese, si parla di adozione internazionale.